# غرش در جنگل
غرش در جنگل یک رخداد تاریخی بوکس در کینشاسا، زئیر (جمهوری دموکراتیک کنگو امروزی) بود. این رخداد در ۳۰ اکتبر ۱۹۷۴ (ساعت ۴ صبح) رخ داد و طی آن جرج فورمن قهرمان بدون شکست سنگین‌وزن در برابر مبارزه‌طلبش محمدعلی کلی، قهرمان سابق سنگین‌وزن قرار گرفت. ۶۰هزار تماشاچی این مبارزه را تماشا کردند. علی با ناک اوت برنده شد، و درست پیش از پایان راند هشتم، فورمن را به زیر افکند. شاید بتوان گفت این مسابقه «بزرگترین رخداد ورزشی قرن بیستم» بود.
جرج در اوایل مسابقه خیلی به علی فشار آورد و دست بالاتر را داشت اما با گذشت زمان، خستگی و فشار، امانش را بُرید و با ناک اوت مغلوب محمدعلی شد. 
فورمن بعد از مسابقه رو به محمد علی کلی کرد و او را «پادشاه» خطاب کرد.